# Sonia Bermúdez Tribano
Sonia Bermúdez Tribano (Madrid, 15 de novembre de 1984) és una exfutbolista internacional amb Espanya, amb la qual va arribar als quarts de final de l'Eurocopa 2013. Va jugar com a davantera i en la seva etapa a Rayo Vallecano, Barcelona, i Atlético va guanyar 9 de 10 lligues seguides, 7 consecutives entre 2009 i 2015, i 3 copes de la Reina. Cal destacar també que ha estat 4 ocasions la màxima golejadora de la lliga (2012-2013-2014-2015).
El 27 de maig de 2020 va anunciar la seva retirada del futbol professional, després de jugar dos anys per al Llevant Unió Esportiva.

## Trajectòria
| Temporades    | Club                            | Títols             | Selecció (fases finals)                    |
| ------------- | ------------------------------- | ------------------ | ------------------------------------------ |
|               | CF Pozuelo                      |                    |                                            |
| 02/03         | Estudiantes Huelva              |                    | Eurocopa sub-19 2003 (1a fase) — 0 gols    |
| 03/04         | CE Sabadell                     |                    |                                            |
| 04/05 - 10/11 | Rayo Vallecano                  | 3 Lligues, 1 Copa  |                                            |
| 11/12 - 13/14 | FC Barcelona                    | 3 Lligues, 2 Copes | Eurocopa 2013 (quarts) — 3 partits, 0 gols |
| 2014          | Western New York Flash          |                    |                                            |
| 14/15         | FC Barcelona                    | 1 Lliga            | Mundial 2015 (1a fase) — 3 partits, 0 gols |
| 15/16 - 17/18 | Atlético de Madrid              | 2 Lligues, 1 Copa  | Campiona Copa Algarve 2017                 |
| 18/20 - ret.  | Llevant Unió Esportiva (femení) |                    |                                            |